# Litoralia austera
Litoralia austera is een hooiwagen uit de familie Cosmetidae.